# Aeroportul Internațional Presidente Perón
Aeroportul Internațional Presidente Perón (IATA: NQN, ICAO: SAZN) este un aeroport din Provincia Neuquén, Argentina ce deservește zona Neuquén. Aeroportul a fost tranzitat în decembrie 2022 de 88.450 de pasageri.
Situat la o altitudine de 272 m, aeroportul dispune de 1 pistă.

## Infrastructură

### Piste
Aeroportul dispune de o singură pistă. Pista 09/27 are suprafața de asfalt. 